# Erik Hochstein
Erik Hochstein (n. 1 octombrie 1968, Düsseldorf, Germania) este un înotător ce a reprezentat Germania, medaliat olimpic. A participat la o ediție a Jocurilor Olimpice (1988) în care a câștigat o medalie de bronz.

## Participări
Lista de mai jos prezintă principalele competiții la care a participat Erik Hochstein de-a lungul carierei.
- swimming at the 1988 Summer Olympics – men's 4 × 200 metre freestyle relay[*]